# My Ugly Boy
My Ugly Boy è un brano musicale del gruppo musicale Skunk Anansie, pubblicato nel'agosto 2010 come primo singolo dell'album Wonderlustre.
La canzone ha raggiunto la posizione numero 13 della classifica italiana.

## Descrizione
My Ugly Boy, scritta e prodotta dai componenti del gruppo degli Skunk Anansie, (Skin, Mark Richardson, Ace e Cass), è il primo singolo ad anticipare l'uscita dell'album Wonderlustre, primo album di inediti del gruppo da quasi dieci anni a questa parte. Il brano è stato reso disponibile per il download digitale e per l'airplay radiofonico a partire dal 16 agosto 2010.

## Il video
Il video musicale prodotto per My Ugly Boy è stato interamente girato in un garage di Belgrado, dove la cantante Skin guida un'automobile sfasciandola contro muri e pilastri dell'ambiente. Al fianco della cantante nell'automobile, c'è l'attore serbo Bojan Dimitrijević.

## Tracce
Download digitale
1. My Ugly Boy - 3:27

## Classifiche
| Classifica (2010) | Posizione massima |
| ----------------- | ----------------- |
| Italia            | 13                |